# 等到烟暖雨收
《等到烟暖雨收》（英語：Buried City To Shut All Lights），2018年中国大陆古装架空电视剧。由愛奇藝、麥田映畫（北京）影業、北京耐飛影視有限公司、兔子洞文化、演娛派聯合出品，麥田映畫（北京）影業，麥田執導，何藍逗、馮荔軍、章煜奇、劉澤庭、餘籽璇、吳恆、姚書豪等领衔主演，爱奇艺于2018年9月3日首播。

## 劇情簡介
該劇講述了易落(何藍逗飾)、初澈(馮荔軍飾)師徒二人之間纏綿悱惻的愛情故事，以女主角的情感與復仇為主線，將權謀元素巧妙的融合進易落、初澈師徒二人高甜寵溺的故事當中。演員馮荔軍、何藍逗在接受媒體採訪時紛紛透露兩人在劇中的感情線非常豐富，同時也很期待與對方的合作。

## 播出时间
| 频道   | 所在地   | 播映日期     | 播出时间                   | 备注 |
| ------ | -------- | ------------ | -------------------------- | ---- |
| 爱奇艺 | 中国大陆 | 2018年9月3日 | 每周一、周二12:00各更新1集 |      |

## 演员列表

### 主要演员
| 演員   | 角色        | 介紹 |
| 馮荔軍 | 初澈        | 传说中的初家二少爷，年仅十六岁的美貌少年，名门的贵公子，文韬武略颇有盛名。小时候曾被妖狼袭击，并因此身患奇病，发作时状若妖狼，因为身体虚弱的原因，一直在烟暖雨阁隐居，性子清冷孤寂，虽不善言辞但外冷心热，深愛易落。                                                                                       |
| 何藍逗 | 季柒月/易落 | 京鼎官季行辕独女，官宦小姐，本名季柒月，被父亲安排拜初家二公子初澈为师，初澈为其取名易落。一开始柒月只是养在闺阁里的小姐，单纯善良、不谙世事，一朝父亲失踪下落不明，师傅初澈的大哥初清顶替了父亲京鼎官的官职，一系列的阴谋浮出水面，这她一步步的踏上了寻找真相、复仇的道路，和师傅初澈展开了一段虐恋纠葛。 |

### 其他演员
| 演員   | 角色   | 介紹 |
| 章煜奇 | 安子亦 | 全京城最有名的安神醫家中的大公子，和若茜小時候互定終身，後來被洛寒桐殺死。 |
| 衛延侃 | 初清   | 初家大少爷，初澈初浅哥哥，年少成名，才高八斗盛名在外，也是京城众多闺阁女子的争相要嫁的少年公子，后任职京鼎官，是妖狼原身，害死季氏一族元兇，擄走易落欲將她殺害，被若茜一刀刺死。 |
| 余籽璇 | 初浅   | 初家三小姐，初清、初澈妹妹，古灵精怪又善良热心，后嫁给六皇子启彦为妃，啟彥登基便成為皇后，與啟彥育有一子簡兒，與丈夫欺瞞易落欺騙她上和親花轎。                                   |
| 姚書豪 | 啟彥   | 六皇子，初淺的丈夫，謙謙君子的外表下，實則野心十足，與初清初澈兄弟合作登上皇位，與洛鴻影合作將易落送往錫戎國和親，後被初澈與中原國四王子联合发动政变，让他死于王位之上。         |
| 桑娜   | 若茜   | 若古行之女，和安子亦小時候互定終身，為了保護易落，被洛寒桐嚴刑拷打後便被他一刀刎頸而亡，死後與安子亦合葬。                                                                       |
| 劉澤庭 | 洛寒桐 | 锡戎国二皇子，年经轻轻却英武不凡，桀骜不驯的他征战沙场骁勇善战，立下无数战功，也是最有实力竞争皇位的人选，为人城府极深，觊觎大皇子的实力，为皇位用尽各种手段，喜欢易落。         |
| 吳恒   | 洛鴻影 | 錫戎國大王子，喜歡易落，與啟彥合作與中原國和親迎娶易落，被洛寒桐設計，後來與洛寒桐爭執過程中猝死。                                                                               |
| 丁翔南 | 趙錦絮 | 趙家二小姐，初清的妻子，喜歡初澈，為接近初澈嫁給初清，為了救易落被自己親哥哥誤殺。                                                                                               |
| 鄭拓疆 | 羌遥   | 錫戎國禁軍統領，多次出手保護易落，與柳心情投意合，後來易落撮合了兩人。 |
| 黃尊   | 季行轅 | 易落的父親，被初清幻化的妖狼殺死。 |
| 烏云娜 | 季夫人 | 易落的母親，被初清幻化的妖狼殺死。 |

## 网络剧原声带
| 曲序 | 曲目                     | 演唱           |
| ---- | ------------------------ | -------------- |
| 1.   | 烟暖雨收（片头曲、插曲） | 李炜/冯荔军    |
| 2.   | 只有你的从前（片尾曲）   | 段林希         |
| 3.   | 奈（插曲）               | 李莎旻子、王艺 |
| 4.   | 满山绕（插曲）           | 吴恒           |